# Locos de Domenzáin
Locos de Domenzáin är en ort i Mexiko.   Den ligger i kommunen Salamanca och delstaten Guanajuato, i den centrala delen av landet, 250 km nordväst om huvudstaden Mexico City. Locos de Domenzáin ligger 1 729 meter över havet och antalet invånare är 174.
Terrängen runt Locos de Domenzáin är platt åt sydväst, men åt nordost är den kuperad. Runt Locos de Domenzáin är det tätbefolkat, med 257 invånare per kvadratkilometer. Närmaste större samhälle är Irapuato, 18,2 km väster om Locos de Domenzáin. Omgivningarna runt Locos de Domenzáin är en mosaik av jordbruksmark och naturlig växtlighet.